# 唐卡斯特 (维多利亚州)
唐卡斯特是澳大利亚维多利亚州墨尔本的一个郊区，由曼宁汉姆市本地政府管辖。唐卡斯特位于墨尔本中央商务区东北14公里处。在2016年人口普查中，唐卡斯特有20,946名居民。
唐卡斯特占地8.9平方（3.4平方英里），坐落在约120米高的唐卡斯特山上，当地人亲切地称呼该区为“唐尼”（Donny）。唐卡斯特的中心区域位于唐卡斯特山顶：几栋历史建筑，西田唐卡斯特购物中心和数座高层公寓坐落于此。郊区的其余部分是典型的墨尔本东郊，建有大片的低密度住宅区和少量商业区。

## 地理
唐卡斯特的西南边界从以唐卡斯特路（Doncaster Road）为起点，向东沿着东部高速公路（Eastern Freeway）一直延伸到韦瑟比路（Wetherby Road）。韦瑟比路与维多利亚街（Victoria Street）形成了东部边界。北部边界沿鲁菲河（Ruffey Creek）、威廉斯路（Williamsons Road）、曼宁厄姆路（Manningham Road）和艾尔街（Ayr Street），最后回到唐卡斯特路。
唐卡斯特的地势非常起伏，但也因此只需站在山顶便可把大墨尔本地区的自然风光尽收眼底。因此也是观赏闪电的绝佳地点。
唐卡斯特的夏天和墨尔本南郊比起来更温暖，平均年降雨量约为750-780毫米，并由西向东递增，秋季和春季达到最高。但因其位置在风暴路径上，夏天的唐卡斯特也有不少暴雨的记录。

## 历史

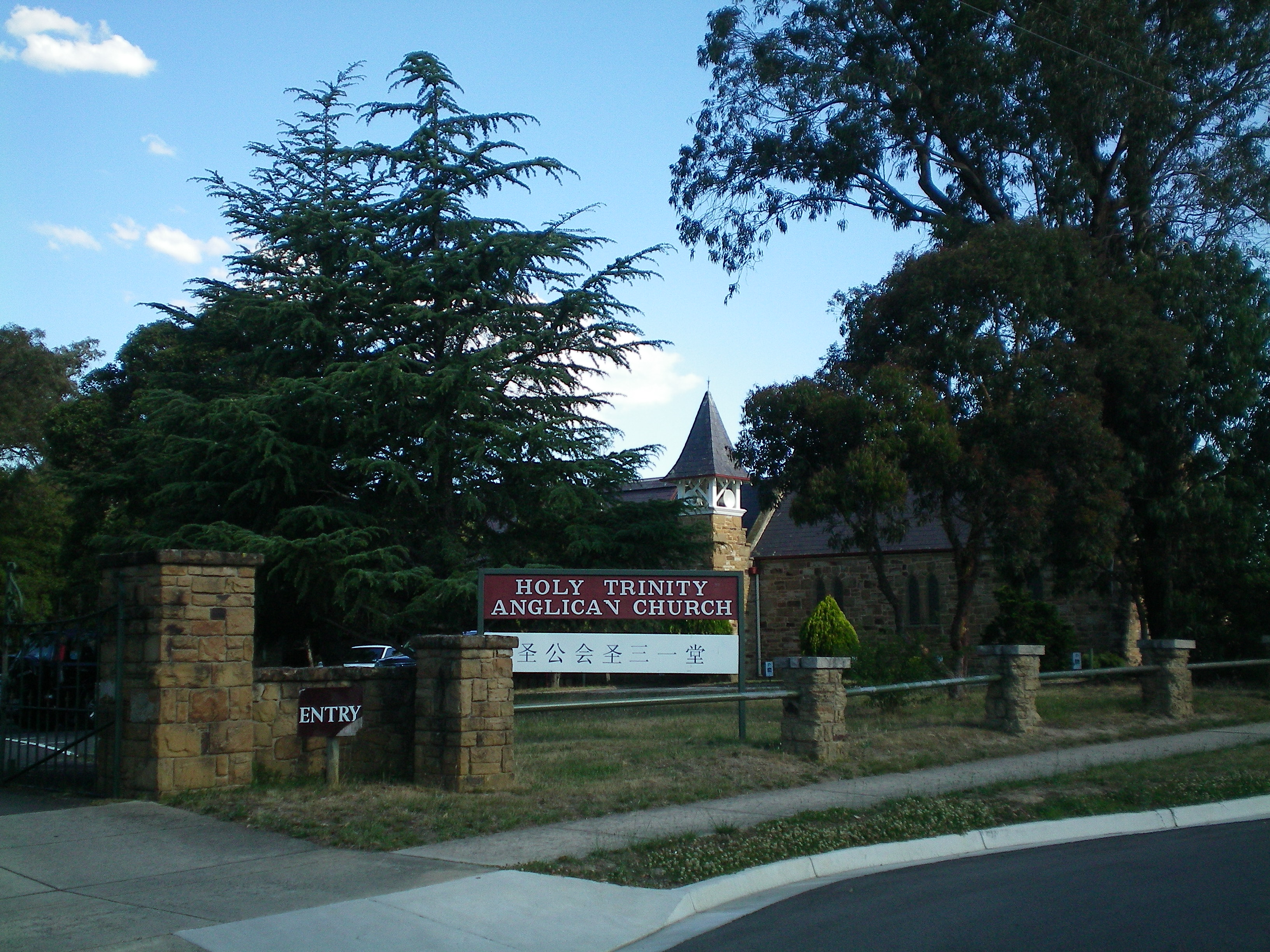
圣公会圣三一堂

唐卡斯特所在的土地曾属于Wurundjeri人。
1841年，悉尼律师弗雷德里克•安文（Frederic Unwin）以每英亩1英镑的价格，按照《短期特别调查条例》（Special Survey regulations）的规定，从英国皇室购买了5120英亩（20.7平方公里）的土地，其中包括现在唐卡斯特郊区的大部分。
唐卡斯特地区在1860年开始便陆续有人居住，主要移民是来自德国的果园主。一开始这个德国社区被命名为瓦尔多（Waldau），但是唐卡斯特这个名字在后来逐渐被广泛接受。1858年，一座路德教堂在唐卡斯特建成，一所路德教会学校于1860年开办。唐卡斯特邮局于1860年5月17日正式开业。1861年，另一所教会学校成立。
“施拉姆的小屋”（Schramm's Cottage）是唐卡斯特一座历史悠久的小石屋。这座小屋最初位于市政办公室的喷泉旁，在1970年代被重新安置到维多利亚街路德教堂的原址。1853年至1888年间，这座小屋门前的公墓共埋葬了约150人。
1880年代，唐卡斯特山上建起了一座285英尺高的观景塔，吸引了不少一日游的游客。
墨尔本的有轨电车始于唐卡斯特。1889年，全墨尔本第一辆电车从唐卡斯特出发，在3.5公里外的博士山停止。这条路被命名为“电车路”（Tram Road）。然而，因为财政亏损和土地问题这条线路已经在1896年停止了运营。
直到上世纪七十年代，唐卡斯特一直是一个果园区，居民中澳洲出生的人口占绝大多数。大部分现存房屋建于50年代到80年代之间。在1970年代和1960年代，许多著名的建筑开发商在唐卡斯特建造了大量现代主义建筑，不少留存至今。但遗憾的是由于再开发，许多建筑已经或正在消失。

现在唐卡斯特的华裔人口正在快速增长。在经历了几年的停滞不前后，唐卡斯特如今已然成为了开发商口中的“繁荣郊区”。
唐卡斯特山水资源循环计划是一个雄心勃勃的项目，其目标是将唐卡斯特的中心区域改造成一个可持续发展的区位中心。该项目由Yarra Valley Water牵头，目前正在与利益相关者和附近居民进行初步沟通和交涉。

## 人口
根据2016年人口普查的结果，唐卡斯特共有20946名居民。44.6%的居民出生在澳大利亚，其次是中国大陆15.8%、马来西亚4.0%、希腊3.4%、香港3.0%和意大利2.7%。
40.5%的人在家里只说英语。在家里说官话的占17.6%、粤语10.1%、希腊语7.8%、意大利语3.6%和波斯语2.5%。
最常见的宗教是无宗教33.9%，天主教17.6%和东正教10.2%。

## 交通
19世纪末，南半球第一辆有轨电车从唐卡斯特发动。沿着今天的电车路，从博士山到唐卡斯特，有轨电车带动了沿线许多区域的发展。不幸的是，这条线路只维持了几年。
唐卡斯特路（Doncaster Road）是唐卡斯特内最重要的主干道。于1983年开通的墨尔本东部高速公路（Eastern Freeway）大大缓解了唐卡斯特路上的交通压力。
整个1970年代，州政府都在规划建造一条连接唐卡斯特和南部各区的铁路。遗憾的是为这条铁路征用的土地在80年代被卖掉了，铁路计划也因此搁浅。此外，当局亦亦制定过将48路有轨电车延伸至唐卡斯特的计划，但一直未得到实施。不过，唐卡斯特现存的公交线路已能快速地将乘客运送至市中心。
唐卡斯特距离最近的博士山火车站约有3公里，区域内有多条直达CBD的公交线路，并囊括三个东部高速公路的双向出入口。除高峰时段外，到市中心的车程约15分钟。从机场开来，终点站为切尔西（Chelsea）和阿尔托纳（Altona）的902路以及终点站为莫迪亚洛克（Mordialloc）的903路智能巴士也经过唐卡斯特。除此之外，区域内还有连接着博文（Balwyn），威弗利谷（Glen Waverley）和基尤（Kew）等其他郊区的巴士线路。

## 购物
1969年，西田唐卡斯特购物中心落成于唐卡斯特路和威廉斯路的拐角处，是墨尔本著名的购物中心。在1980年代和90年代初，它又进行了翻修和扩建。2006年9月至2008年10月，购物中心又再次进行了大规模的翻新、改造和扩建。

## 教育
位于唐卡斯特的学校有:
- 唐卡斯特中级学院（Doncaster Secondary College）
- 比莱利小学（Birralee Primary School）
- 圣格雷戈里小学（St. Gregory the Great Primary School）
- 唐卡斯特小学（Doncaster Primary School）